# (2478) Tokai
(2478) Tokai (1981 JC; 1931 HH; 1932 SE; 1934 ED; 1939 VH; 1951 JP; 1955 OE; 1955 QV; 1957 BD; 1972 RS; 1978 NU2; 1979 XR; 1981 JT) ist ein ungefähr neun Kilometer großer Asteroid des inneren Hauptgürtels, der am 4. Mai 1981 vom Japanischen Astronom Toshimasa Furuta am Tokai-Observatorium in der Präfektur Aichi in Japan (IAU-Code 879) entdeckt wurde.

## Benennung
(2478) Tokai wurde vom Entdecker Toshimasa Furuta nach der japanischen Stadt Tōkai benannt, in der er lebt.